# Mycetophila pastranai
Mycetophila pastranai är en tvåvingeart som beskrevs av Duret 1981. Mycetophila pastranai ingår i släktet Mycetophila och familjen svampmyggor. Inga underarter finns listade i Catalogue of Life.